# Leptodactylus fuscus
Leptodactylus fuscus là một loài ếch trong họ Leptodactylidae. Its local names are rana picuda ("woodcock frog") và rana silbador ("whistling frog").
Nó được tìm thấy ở Argentina, Bolivia, Brasil, Colombia, Guyane thuộc Pháp, Guyana, Panama, Paraguay, Peru, Suriname, Trinidad và Tobago, và Venezuela. Các môi trường sống tự nhiên của chúng là các khu rừng khô nhiệt đới hoặc cận nhiệt đới, rừng ẩm vùng đất thấp nhiệt đới hoặc cận nhiệt đới, các khu rừng vùng núi ẩm nhiệt đới hoặc cận nhiệt đới, xavan khô, xavan ẩm, vùng đất có cây bụi nhiệt đới hoặc cận nhiệt đới, vùng cây bụi ẩm khu vực nhiệt đới hoặc cận nhiệt đới, đồng cỏ khô nhiệt đới hoặc cận nhiệt đới vùng đất thấp, đồng cỏ nhiệt đới hoặc cận nhiệt đới vùng ngập nước hoặc lụt theo mùa, đầm nước, hồ nước ngọt, đầm nước ngọt có nước theo mùa, vùng đồng cỏ, các đồn điền, vườn nông thôn, các vùng đô thị, các khu rừng trước đây bị suy thoái nặng nề, ao, đất có tưới tiêu, đất nông nghiệp có lụt theo mùa, và kênh đào và mương rãnh. Nó không được xem là bị đe dọa theo IUCN.

## Hình ảnh

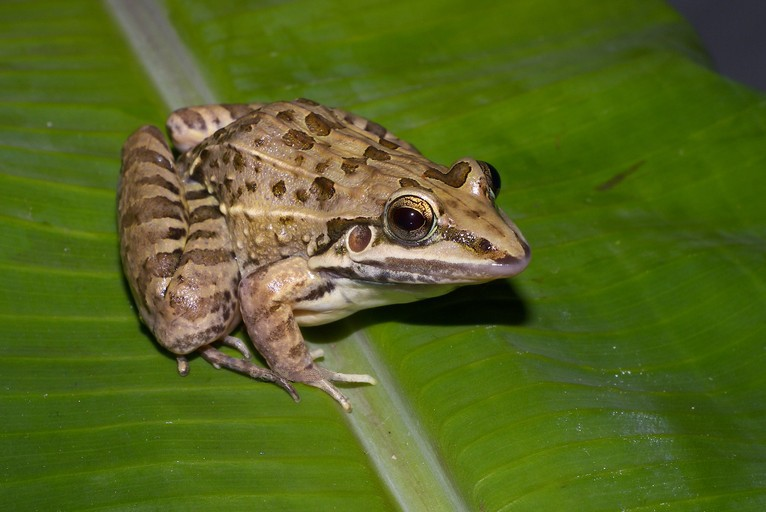
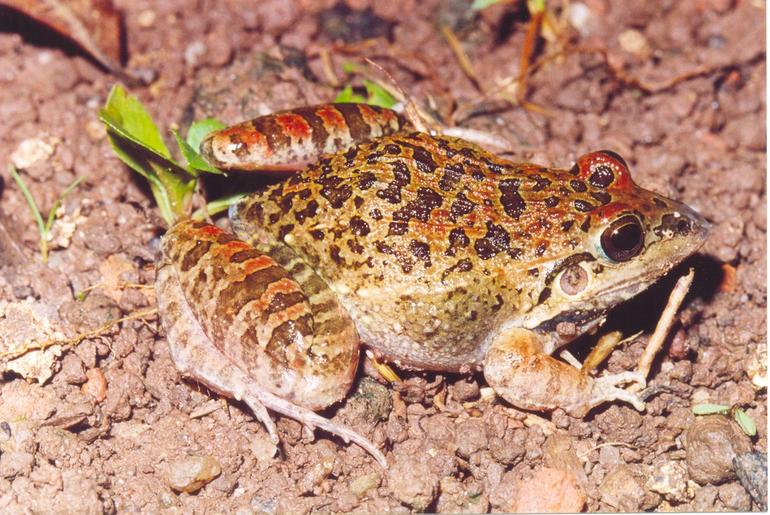
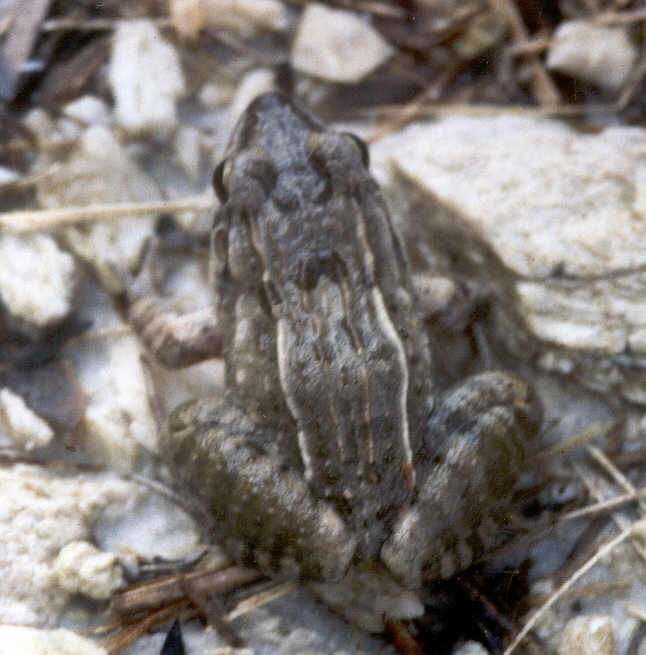
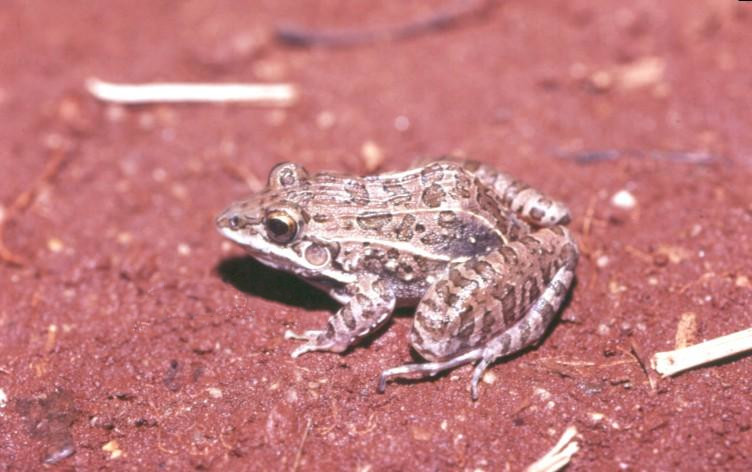